# Ainsley Maitland-Niles
Pour les articles homonymes, voir Maitland et Niles.
Ainsley Maitland-Niles, né le 29 août 1997 à Londres, est un footballeur international anglais qui évolue aux postes de milieu droit ou d'arrière droit à l'Olympique lyonnais.

## Biographie

### En club

#### Arsenal FC

##### Saison 2014-2015: Débuts professionnels
Maitland-Niles est un produit de l'académie d'Arsenal, qu'il rejoint à l'âge de six ans,. Maitland-Niles intègre les U21 d'Arsenal au cours de la saison 2013-14, après avoir joué avec les U18 la saison précédente. Il signe son premier contrat professionnel avec Arsenal le 24 octobre 2014.
Le 9 décembre 2014, Maitland-Niles fait ses débuts professionnels à l'âge de 17 ans et 102 jours lors d'un match de Ligue des Champions contre Galatasaray, remplaçant Aaron Ramsey à la mi-temps lors d'une victoire 4-1 d'Arsenal, devenant ainsi le deuxième plus jeune joueur à avoir représenté Arsenal en Ligue des champions, derrière Jack Wilshere. Quatre jours plus tard, il fait ses débuts en Premier League, remplaçant Alex Oxlade-Chamberlain dans le temps additionnel de la victoire 4-1 contre Newcastle United.

##### Saison 2015-16: Prêt à Ipswich Town
Le 2 juillet 2015, Maitland-Niles signe pour Ipswich Town sous la forme d'un prêt d'une saison pour l'exercice 2015-16. En rejoignant le club, il hérite du numéro 7 pour la saison à venir.
Maitland-Niles fait ses débuts pour Ipswich Town lors d'un match nul 2-2 contre Brentford lors du match d'ouverture de la saison, commençant titulaire avant d'être remplacé à la 82e minute. Depuis le début de son prêt, les performances de Maitland-Niles ont immédiatement eu un impact sur l'équipe et ont été louées par l'entraineur Mick McCarthy, le décrivant comme « exceptionnel ». Ses performances le voient ainsi être nommé meilleur joueur du mois au sein du club.
Il inscrit son premier but pour Ipswich et son premier but en équipe senior lors d'une victoire 2-0 contre Bolton Wanderers le 3 novembre 2015. Son deuxième but pour le club a été marqué le 19 janvier 2016, lors d'une défaite 2-1 contre Portsmouth lors du troisième tour de la FA Cup. Les opportunités de Maitland-Niles en équipe première sont cependant très rapidement limitées en raison de plusieurs blessures en cours de saison et de compétitions, ce qui l'amène à jouer pour l'équipe réserve afin de récupérer le rythme. Après avoir participé à trente-deux rencontres et marqué deux fois toutes compétitions confondues, Maitland-Niles retourne dans son club d'origine.

##### 2017-2020: Percée en équipe première et victoire en FA Cup
Pour son retour à Arsenal la saison suivante, Maitland-Niles débute par un match à l'extérieur au City Ground contre Nottingham Forest en EFL Cup au poste d'arrière droit Maitland-Niles débute cette fois-ci au poste de milieu central contre Southampton lors d'un match du quatrième tour de la FA Cup, lors d'une victoire 5-0 d'Arsenal. Il entre en jeu à la 74e minute lors de la victoire 2-0 d'Arsenal contre Sutton United au cinquième tour de la FA Cup. Maitland-Niles s'impose au fil des matchs comme un joueur régulier de l'équipe première avec 28 apparitions au total toutes compétitions confondues, pour ce qui constituera la dernière saison d'Arsène Wenger en tant que manager du club. Le 12 juin 2018, il signe un contrat à long terme avec Arsenal.
Le 12 août 2018, lors du premier match d'Unai Emery en tant que manager, Maitland-Niles débute au poste d'arrière gauche. Cependant, il est remplacé 35 minutes après le début du match après s'être fracturé la jambe.Après son retour de sa blessure, et profitant d'une indisponibilité jusqu'à la fin de saison d'Héctor Bellerín, Maitland-Niles s'établit comme le latéral droit titulaire d'Emery pour le reste de la saison. Le 29 décembre 2018, il marque son premier but pour le club, lors d'une défaite 5-1 en Premier League contre Liverpool à Anfield. Maitland-Niles inscrit son premier but en UEFA Europa League le 14 mars 2019, signant le deuxième but d'Arsenal lors d'une victoire 3-0 en quart de finale retour contre le Stade Rennais à l'Emirates Stadium.
Malgré le retour de Bellerín, Maitland-Niles conservé sa place de latéral droit titulaire pour les premiers matchs de la saison 2019-20. Le 22 septembre 2019, Maitland-Niles reçoit un carton rouge lors de la première mi-temps de la victoire 3-2 d'Arsenal contre Aston Villa à l'Emirates Stadium, après avoir reçu deux cartons jaunes à la onzième puis 41e minute. Il marque son premier but en EFL Cup contre Liverpool lors d'un match nul 5-5 (victoire de Liverpool aux tirs au but) à Anfield. Le 1er août 2020, Maitland-Niles est choisi pour débuter la finale de la FA Cup contre Chelsea, qu'Arsenal remporte pour la 14e fois de son histoire.
Maitland-Niles débute également la finale du FA Community Shield 2020 le 29 août, tirant et marquant le deuxième penalty lors de la séance de tirs au but remportée contre Liverpool après que le match se soit terminé sur le score de 1-1. Lors du FA Community Shield, Maitland-Niles a été désigné homme du match[36]. Maitland-Niles a ensuite eu du mal à se faire une place dans l'équipe première de Mikel Arteta, avec l'intérêt de West Brom et de Southampton pour le signer en prêt,,.

##### 2021-2023: Prêts à West Bromwich Albion, à la Roma et à Southampton
Le 1er février 2021, Maitland-Niles rejoint un autre club de Premier League, West Bromwich Albion, sous forme de prêt jusqu'à la fin de la saison. Il fait ses débuts lors d'une défaite 0-2 contre Tottenham en Premier League le 7 février.
Au cours de l'été 2021, Maitland-Niles est considéré sur le départ du côté d'Arsenal. Everton se montre intéressé par sa signature sous forme de prêt, qui n'aboutira finalement pas. Le 30 août 2021, Maitland-Niles exprime publiquement  son désir de quitter le club sur les médias sociaux, déclarant qu'il souhaitait aller là où il était « désiré » et où il allait pouvoir jouer.
En janvier 2022, il est de nouveau prêté par Arsenal pour une durée de six mois et va découvrir la Serie A avec l'AS Rome.
Le 1er septembre 2022, dans les dernières heures du mercato estival, il est de nouveau prêté par Arsenal pour la saison à Southampton FC.

#### Depuis 2023: Transfert à l'Olympique Lyonnais
Malgré plusieurs échecs durant ces prêts  il rejoint librement l’Olympique lyonnais le 7 août 2023 en signant jusqu’en 2027.

### En sélection
Il fait partie des vingt joueurs sélectionnés en équipe d'Angleterre espoirs pour disputer le Festival international espoirs 2018. Il doit cependant déclarer forfait à la suite d'une blessure.
Le 29 août 2020, jour de ses vingt-trois ans, il est convoqué pour la première fois en équipe d'Angleterre par Gareth Southgate. Le 8 septembre suivant, il honore sa première sélection avec les Three Lions en entrant en fin de rencontre contre le Danemark (0-0).

## Statistiques
| Saison                | Club                           | Championnat           | Championnat | Championnat | Championnat | Coupe nationale | Coupe nationale | Coupe nationale | Coupe de la Ligue | Coupe de la Ligue | Coupe de la Ligue | Supercoupe | Supercoupe | Supercoupe | Compétition(s) continentale(s) | Compétition(s) continentale(s) | Compétition(s) continentale(s) | Compétition(s) continentale(s) | Total | Total | Total |
| Saison                | Club                           | Division              | M.          | B.          | P.d.        | M.              | B.              | P.d.            | M.                | B.                | P.d.              | M.         | B.         | P.d.       | Comp.                          | M.                             | B.                             | P.d.                           | M.    | B.    | P.d.  |
| 2014-2015             | Arsenal FC                     | Premier League        | 1           | 0           | 0           | 1               | 0               | 0               | -                 | -                 | -                 | -          | -          | -          | C1                             | 1                              | 0                              | 0                              | 3     | 0     | 0     |
| 2016-2017             | Arsenal FC                     | Premier League        | 1           | 0           | 0           | 3               | 0               | 0               | 3                 | 0                 | 0                 | -          | -          | -          | C1                             | 0                              | 0                              | 0                              | 7     | 0     | 0     |
| 2017-2018             | Arsenal FC                     | Premier League        | 15          | 0           | 0           | 1               | 0               | 0               | 3                 | 0                 | 0                 | -          | -          | -          | C3                             | 9                              | 0                              | 0                              | 28    | 0     | 0     |
| 2018-2019             | Arsenal FC                     | Premier League        | 16          | 1           | 1           | 2               | 0               | 0               | 2                 | 0                 | 0                 | -          | -          | -          | C3                             | 10                             | 1                              | 2                              | 30    | 2     | 3     |
| 2019-2020             | Arsenal FC                     | Premier League        | 20          | 0           | 2           | 5               | 0               | 0               | 1                 | 1                 | 0                 | -          | -          | -          | C3                             | 6                              | 0                              | 0                              | 32    | 1     | 2     |
| 2020-2021             | Arsenal FC                     | Premier League        | 11          | 0           | 0           | 1               | 0               | 0               | 3                 | 0                 | 0                 | 1          | 0          | 0          | C3                             | 5                              | 0                              | 1                              | 21    | 0     | 1     |
| 2021-2022             | Arsenal FC                     | Premier League        | 8           | 0           | 0           | -               | -               | -               | 3                 | 0                 | 1                 | -          | -          | -          | -                              | -                              | -                              | -                              | 11    | 0     | 1     |
| Sous-total            | Sous-total                     | Sous-total            | 72          | 1           | 3           | 13              | 0               | 0               | 15                | 1                 | 1                 | 1          | 0          | 0          | -                              | 31                             | 1                              | 3                              | 132   | 3     | 7     |
| 2015-2016             | Ipswich Town FC (prêt)         | Championship          | 30          | 1           | 3           | 2               | 1               | 0               | -                 | -                 | -                 | -          | -          | -          | -                              | -                              | -                              | -                              | 32    | 2     | 3     |
| 2020-2021             | West Bromwich Albion FC (prêt) | Premier League        | 15          | 0           | 0           | -               | -               | -               | -                 | -                 | -                 | -          | -          | -          | -                              | -                              | -                              | -                              | 15    | 0     | 0     |
| 2021-2022             | AS Roma (prêt)                 | Serie A               | 8           | 0           | 0           | 1               | 0               | 0               | -                 | -                 | -                 | -          | -          | -          | C4                             | 3                              | 0                              | 0                              | 12    | 0     | 0     |
| 2022-2023             | Southampton FC (prêt)          | Premier League        | 22          | 0           | 1           | 2               | 0               | 0               | 2                 | 0                 | 0                 | -          | -          | -          | -                              | -                              | -                              | -                              | 26    | 0     | 1     |
| 2023-2024             | Olympique lyonnais             | Ligue 1               | 23          | 1           | 4           | 6               | 1               | 0               | -                 | -                 | -                 | -          | -          | -          | -                              | -                              | -                              | -                              | 29    | 2     | 4     |
| 2024-2025             | Olympique lyonnais             | Ligue 1               | 32          | 1           | 4           | 1               | 0               | 0               | -                 | -                 | -                 | -          | -          | -          | C3                             | 11                             | 0                              | 2                              | 44    | 1     | 6     |
| 2025-2026             | Olympique lyonnais             | Ligue 1               | 1           | 0           | 0           | -               | -               | -               | -                 | -                 | -                 | -          | -          | -          | -                              | -                              | -                              | -                              | 1     | 0     | 0     |
| Sous-total            | Sous-total                     | Sous-total            | 56          | 2           | 8           | 7               | 1               | 0               | -                 | -                 | -                 | -          | -          | -          | -                              | 11                             | 0                              | 2                              | 74    | 3     | 10    |
| Total sur la carrière | Total sur la carrière          | Total sur la carrière | 203         | 4           | 15          | 25              | 2               | 0               | 17                | 1                 | 1                 | 1          | 0          | 0          | -                              | 45                             | 1                              | 5                              | 291   | 8     | 21    |

## En sélection nationale
| Saison                | Sélection             | Phases finales        | Phases finales | Phases finales | Phases finales | Éliminatoires | Éliminatoires | Éliminatoires | Ligue des Nations | Ligue des Nations | Ligue des Nations | Matchs amicaux | Matchs amicaux | Matchs amicaux | Total | Total | Total |
| Saison                | Sélection             | Compétition           | M              | B              | Pd             | M             | B             | Pd            | M                 | B                 | Pd                | M              | B              | Pd             | M     | B     | Pd    |
| --------------------- | --------------------- | --------------------- | -------------- | -------------- | -------------- | ------------- | ------------- | ------------- | ----------------- | ----------------- | ----------------- | -------------- | -------------- | -------------- | ----- | ----- | ----- |
| 2020-2021             | Angleterre            | -                     | -              | -              | -              | -             | -             | -             | 3                 | 0                 | 0                 | 2              | 0              | 0              | 5     | 0     | 0     |
| Total sur la carrière | Total sur la carrière | Total sur la carrière | -              | -              | -              | -             | -             | -             | 3                 | 0                 | 0                 | 2              | 0              | 0              | 5     | 0     | 0     |

## Palmarès

### En club
Formé à au Arsenal FC, Ainsley Maitland-Niles, remporte son premier titre en soulevant le Community Shield 2017 contre Chelsea en tant que remplaçant. Après avoir été de nouveau remplaçant lors de la finale de Coupe de la Ligue perdue en fin de saison, il est titulaire lors de la finale de la Ligue Europa 2019, également perdue contre Chelsea. Il remporte un second trophée l'année suivante, soulevant la Coupe d'Angleterre 2020 en tant que titulaire puis un nouveau Community Shield quelques mois plus tard.
Prêté à l'AS Rome lors de la saison 2021-2022, il remporte la Ligue Conférence de l'UEFA sans toutefois entrer en jeu lors de la finale.

### En sélection
Avec l'équipe d'Angleterre des moins de 20 ans, il est champion du monde en 2017.
| Arsenal FC (3) | AS Rome (1)                                     | Angleterre -20 ans (1)                 |
| --- | ----------------------------------------------- | -------------------------------------- |
| - Coupe d'Angleterre : - Vainqueur : 2020. - Community Shield : - Vainqueur : 2017 et 2020. - Ligue Europa : - Finaliste : 2019. - Coupe de la Ligue : - Finaliste : 2018. | - Ligue Europa Conférence : - Vainqueur : 2022. | - Coupe du monde : - Vainqueur : 2017. |